# Schuppenfuß-Schnecke
Die Schuppenfuß-Schnecke (Chrysomallon squamiferum) ist eine gehäusetragende Tiefseeschnecke. Die Schuppenfuß-Schnecke ist der einzige Vertreter der Gattung Chrysomallon. Sie wird auch Seezapfentier genannt. Sie ist das einzige bekannte Tier, das Eisensulfid in sein Skelett einbaut, und hat als bisher einzige Tiefseeschnecke nachgewiesen eine Symbiose mit Bakterien, die in ihrer vergrößerten Speiseröhre leben. Sie lebt in drei Populationen in 2400 bis 2900 Metern Tiefe auf nur drei Stellen mit Schwarzen Rauchern im Indischen Ozean, die eine Distanz von bis zu 2500 km zueinander haben.

## Merkmale
Einige Merkmale werden der Gattung Chrysomallon zugeordnet. Die Schnecken sind im Vergleich zu anderen Gattungen der Peltospiridae mit einer Gehäusegröße von bis zu 45,5 Millimetern sehr groß. Das Schneckenhaus ist ein gewundenes Gehäuse mit drei Wirbeln, wobei die Spitze zusammengedrückt ist. Das Periostracum besteht aus einer dicken Schicht. Die Öffnung des Gehäuses ist elliptisch. Der Fuß von Individuen der Gattung ist groß und mit hunderten harten Skleriten bedeckt. Während die Speiseröhre hypertroph ist, ist der restliche Bereich des Verdauungssystems reduziert.

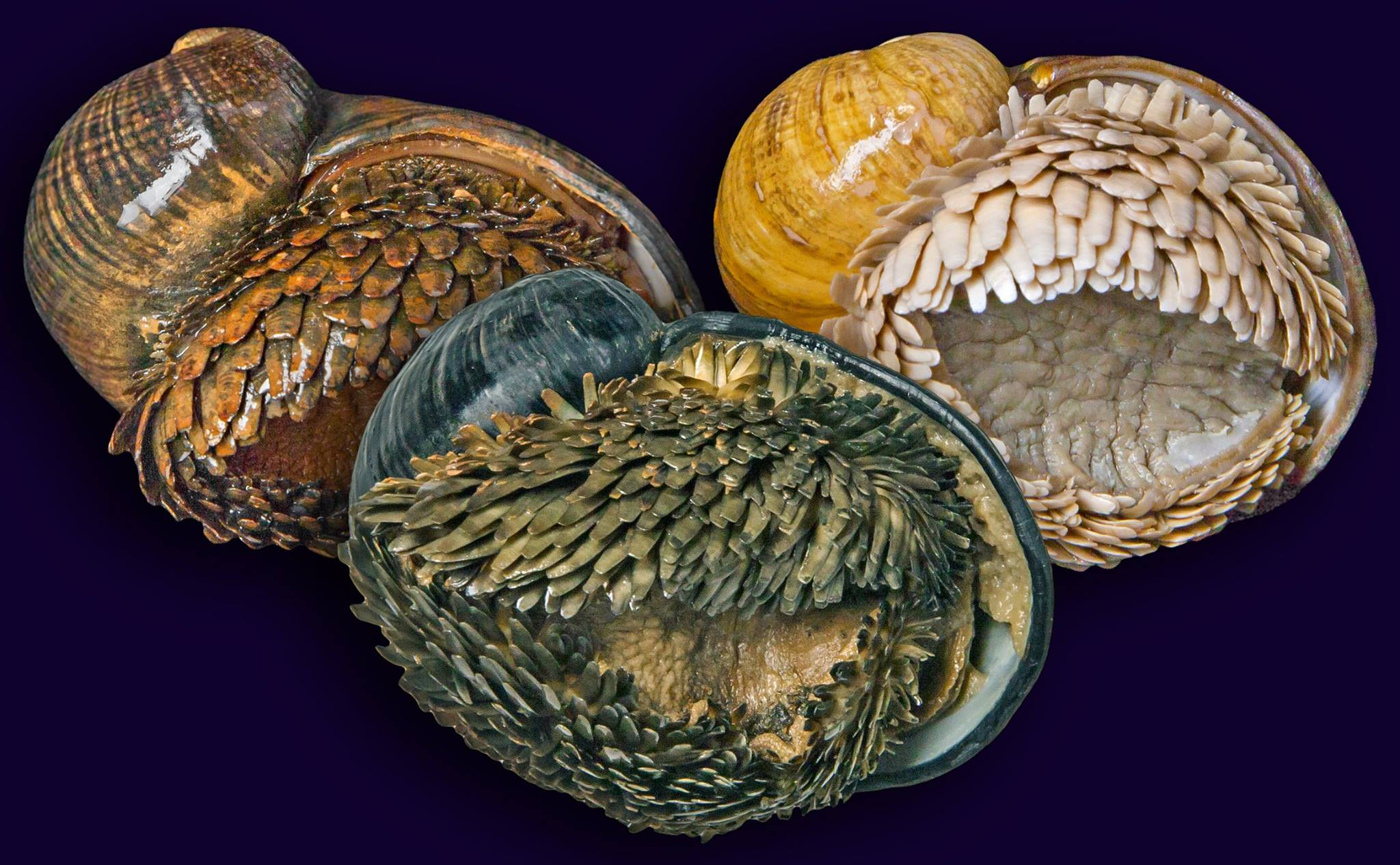
Die drei Populationen der Schnecke, rechts die nördlichste Population

Die Gehäuse haben bei adulten Schuppenfuß-Schnecken einen mittleren Durchmesser von 32 Millimetern und maximal von 45,5 Millimetern. Die Form liegt zwischen den Gehäuseformen von Napfschnecken und Kahnschnecken. Die Oberfläche ist aus eng beieinander liegenden Rippen geformt und außen oft mit einer Eisensulfidschicht überzogen. Das Gehäuse besteht insgesamt aus drei Schichten, wobei sie das einzige Weichtier ist, bei dem dieser mehrschichtige Aufbau bekannt ist. Die mittlere Schicht ist eine recht dicke nachgiebige organische Schicht, die innen und außen von einer stabileren mineralisierten Schicht umgeben ist. Die innere Schicht ist kalzifiziert und enthält unter anderem das Mineral Aragonit, das in den Schalen vieler Weichtiere zu finden ist. In der äußeren Schicht wird Eisensulfid eingelagert, unter anderem in Form des Minerals Greigit. Aufgrund der Reinheit und der Regelmäßigkeit, mit der Eisensulfid in dieser Schicht vorkommt, gehen Forscher davon aus, dass das Eisensulfid biologisch gesteuert in die Schicht gelangt. Damit ist die Schuppenfuß-Schnecke das einzige bekannte vielzellige Tier, das Eisensulfid als Skelettmaterial benutzt. Ein Durchstoßen des Panzers wird aufgrund seiner Beschaffenheit nahezu unmöglich. Die Energie des Angriffs wird verteilt; damit werden Brüche und die Ausbreitung von Rissen im Gehäuse verhindert. Weiterhin besteht eine große Resistenz gegenüber Spannbelastungen wie zum Beispiel Verbiegen.

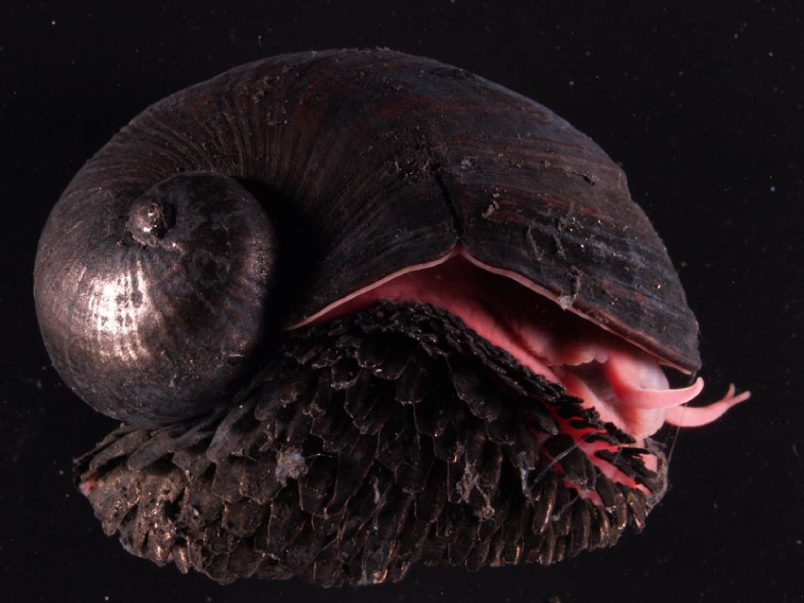
Schuppenfuß-Schnecke mit Fühlern auf der rechten Seite

Die Fühler sind länglich und an der Basis dick, verjüngen sich aber zum Ende hin. Sichtbare Augen oder Pigmente hat die Schnecke nicht. Der Fuß der Schnecke ist groß und kann nicht vollständig in das Gehäuse eingezogen werden. Außerdem ist der Fuß mit länglichen, gebogenen Skleriten bedeckt, die bei ihrer Bildung zunächst milchig-weiß sind, aber je nach Dicke der darauf befindlichen Eisensulfidschicht metallisch-schwarz werden können. Aufgrund der Außenschicht sind die dunklen Sklerite ferromagnetisch. Die Grundsubstanz der Sklerite ist Conchiolin, eine organische Substanz, die eine der Grundsubstanzen der Schalen aller Muscheln und Schnecken ist. Des Weiteren bestehen sie aus den Mineralien Pyrit und Greigit. Für die evolutive Entwicklung der Sklerite werden vor allem zwei Hypothesen diskutiert. Einerseits ist es möglich, dass die Sklerite die Schnecke schützen, wenn sie in dem für den Stoffwechsel ihrer symbiotischen Bakterien wichtigen Ausstrom der Raucher ist. Andererseits könnten die Sklerite ein Abfallprodukt beim Abbau der in den Rauchern befindlichen, für die Schnecken giftigen Schwefelverbindungen sein.
Die drei bekannten Populationen unterscheiden sich genetisch so wenig, dass man von einer Art ausgeht. In ihrer Färbung gibt es aber Unterschiede zwischen den Populationen. Die nördlichste Population weist mit weißen Skleriten und einer braunen Gehäusefärbung einen Unterschied zu den beiden anderen Populationen auf, da in der Flüssigkeit in den Rauchern ihres Lebensraums kein Eisen vorhanden ist.

## Ernährung
Die Schuppenfuß-Schnecke hat eine reduzierte Radula und gewinnt ihre Nahrung nicht durch Jagd oder durch das Abweiden von Flächen. Stattdessen hat sie Symbiosen mit unterschiedlichen Bakterien, die chemoautotroph aus Schwefel Energie gewinnen. Manche der Bakterien leben endosymbiontisch in der vergrößerten Speiseröhre. Hierin unterscheidet sich die Schuppenfuß-Schnecke von anderen Schnecken, die ähnliche Symbiosen haben, da diese ihre Bakterien meist im Bereich der Kiemen beherbergen.

## Lebensraum und Verbreitung

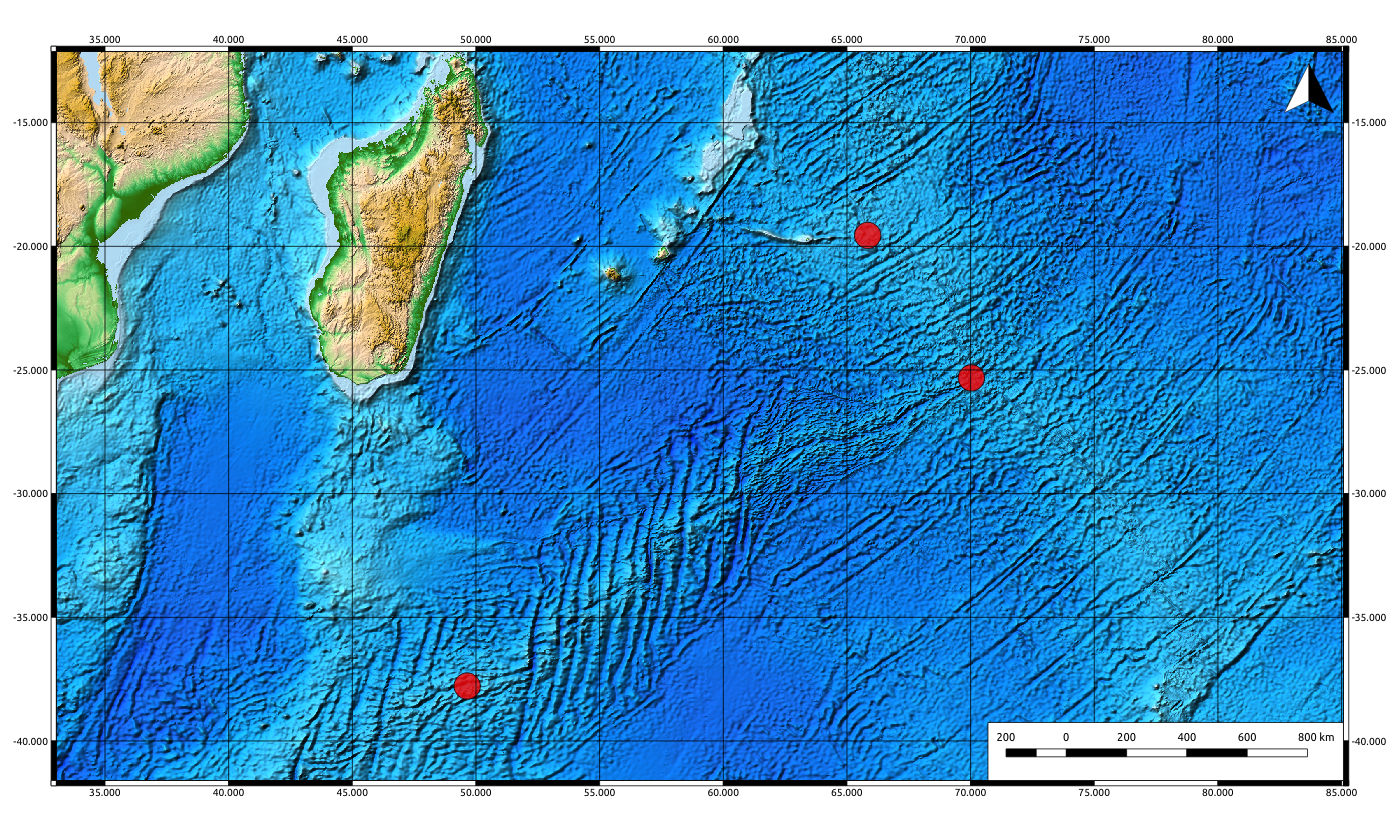
Verbreitung im Indischen Ozean

Die Schuppenfuß-Schnecke wurde im Jahr 2000 von Wissenschaftlern des Massachusetts Institute of Technology im Kairei-Hydrothermalfeld im zentralindischen Rückens entdeckt, das ca. 2000 km östlich von Madagaskar liegt, aber erst 2015 systematisch erstbeschrieben.
Sie lebt in 2400 bis 2900 Metern Tiefe an nur drei Stellen mit Schwarzen Rauchern im Indischen Ozean. Neben dem Kairei Vent Field sind dies das Longqi-Hydrothermalfeld, ca. 1250 km südlich von Madagaskar, und das Solitaire-Hydrothermalfeld, ungefähr 1000 km östlich von Mauritius und ca. 800 km nordwestlich des Kairei Vent Fields. Die Lebensräume haben eine Distanz von bis zu 2500 km zueinander. Zudem sind zwei von drei Habitaten vom Tiefseebergbau bedroht, daher wird die Schuppenfuß-Schnecke auf der Roten Liste der IUCN als stark gefährdet („endangered“) eingestuft. Sie war die erste Tiefsee-Art, die auf die Rote Liste gesetzt wurde.

## Etymologie
Der Gattungsname Chrysomallon bedeutet im Griechischen „goldhaarig“. Der Name wurde wegen der metallischen Schicht, die in der Schale gefunden wird und das als Katzengold bekannte Pyrit enthält, gewählt. Das Artepitheton leitet sich vom Latein ab und bedeutet „schuppentragend“, da der Fuß der Schnecke von vielen Skleriten bedeckt ist.